# 찰스 디킨스의 비밀 서재
《찰스 디킨스의 비밀 서재》(영어: The Man Who Invented Christmas)는 2017년 11월 캐나다, 12월 아일랜드에서 개봉한 캐나다, 아일랜드의 드라마, 판타지 영화이다. 바랫 낼러리가 감독, 수잔 코이니가 각본을 맡았다. 동명의 소설이 영화의 원작이다.

## 출연
- 댄 스티븐스 - 찰스 디킨스 역
- 크리스토퍼 플러머 - 스크루지 역
- 조나단 프라이스 - 존 디킨스 역
- 미리암 마고리스 - 피스크 부인 역
- 사이먼 캘로우 - 리치 역
- 모르피드 클락 - 케이트 디킨스 역
- 도널드 섬터 - 제이콥 말리 역
- 빌 패터슨 - 그림스비 역
- 거 라이언 - 디킨스 부인 역
- 코시모 푸스코 - 마치니 역
- 저스틴 에드워즈 - 존 포스터 역
- 이안 맥네이스 - 채프먼 역
- 아네트 배드랜드 - 페지윅 부인 역

## 같이 보기
- 크리스마스 영화 목록